# Тапакуло сизий
Тапакуло сизий (Scytalopus unicolor) — вид горобцеподібних птахів родини галітових (Rhinocryptidae).

## Поширення
Ендемік Перу. Поширений на півдні департаменту Кахамарка та департаменті Ла-Лібертад на північному заході країни. Мешкає в густому підліску вологих гірських лісів на східній стороні Анд на висоті від 2000 до 3170 м.

## Опис
Птах завдовжки 10,5 см. Самець сірого забарвлення, зверху темніший, а знизу світліший. Його задня частина (зверху і знизу) іноді має легкий світло-коричневий наліт. Самиця схожа, але коричневий відтінок темніший.